# Talbotiella bakossiensis
Espèce
Talbotiella bakossiensis Cheek est une espèce de plantes à fleurs de la famille des Fabacées et du genre Talbotiella. C'est un arbre endémique du Cameroun.

## Étymologie
L'épithète spécifique bakossiensis fait référence aux Monts Bakossi.

## Description
C'est un arbre de taille moyenne pouvant atteindre 20 m de haut.

## Distribution
Endémique du Cameroun, relativement rare, l'espèce a été observée sur cinq sites dans la Région du Sud-Ouest.